# Ajda Novak
Ajda Novak (16 de septiembre de 1993) es una deportista eslovena que compitió en piragüismo en la modalidad de eslalon.
Ganó dos medallas en el Campeonato Mundial de Piragüismo en Eslalon, plata en 2022 y bronce en 2013, y tres medallas en el Campeonato Europeo de Piragüismo en Eslalon entre los años 2017 y 2024.

## Palmarés internacional
| Campeonato Mundial | Campeonato Mundial             | Campeonato Mundial | Campeonato Mundial |
| Año                | Lugar                          | Medalla            | Competición        |
| ------------------ | ------------------------------ | ------------------ | ------------------ |
| 2013               | Praga (República Checa)        | Medalla de bronce  | K1 por equipos     |
| 2022               | Augsburgo (Alemania)           | Medalla de plata   | K1 por equipos     |
| Campeonato Europeo |                                |                    |                    |
| Año                | Lugar                          | Medalla            | Competición        |
| 2017               | Tacen (Eslovenia)              | Medalla de oro     | K1 por equipos     |
| 2022               | Liptovský Mikuláš (Eslovaquia) | Medalla de bronce  | K1 extremo         |
| 2024               | Tacen (Eslovenia)              | Medalla de oro     | K1 por equipos     |